# 汪德·弗朗科
老汪德·山繆爾·弗朗科（英語：Wander Samuel Franco Sr.，2001年3月1日—）是一名多明尼加棒球运动员，司职游擊手，目前效力于美國職棒大聯盟的坦帕灣光芒。他是大聯盟第一位于2001年出生的球員。

## 職業生涯

### 小聯盟时期
弗朗科在MLB.com的2017年国际新人排行榜中位列第二，仅次于大谷翔平。弗朗科在2017年7月2日和坦帕灣光芒簽約。弗朗科在次年于光芒队的新人联盟球队普林斯顿光芒完成职业生涯首秀。7月14日，他在新人聯盟達成完全打擊。当年年僅17歲的弗朗科在新人联盟赛季中繳出.374/.445/.636的打击三围，在245个打席共击出11支全垒打，并贡献57分打点。
2019年，Baseball America在每年制作的百大新秀排行中，将弗朗科排在第四名。当年弗朗科先在1A球队博林格林热棒開季，之后他在6月25日被升上高階1A球队夏洛特石蟹。凭借当年在小联盟的表现，他入選了未來之星明星賽。弗朗科在2019年在1A和高阶1A交出了.327/.398/.487的打击三围，送出9支全垒打并打出53分打点。
在2020年Baseball America的百大新秀排行榜中，弗朗科躍升成為百大新秀第一名。他在9月22日被放入光芒隊的陪練團名單中，並隨時準備在季後賽出場。由于当年2019冠状病毒病疫情，小聯盟比賽全面暫停，而弗朗科也沒有在季後賽中出場。
弗朗科在2021年的大联盟春训期间受邀至一队參加春訓。在被升上大联盟之前，他在3A球队杜罕公牛繳出3成15的打擊率，並敲出7轟與35分打點。

### 坦帕灣光芒时期
2021年6月20日，光芒隊宣布將弗朗科升上大聯盟。随后他进入了22日主场对阵波士頓紅襪的比赛40人名单，並在该场比赛中完成大聯盟初登板。五局下半，弗朗科在愛德華多·羅德里奎茲手中击出一支三分炮，这是他在大联盟的第一支安打、第一支全垒打和前三分打点。8月25日，弗朗科在面对费城人的比赛中击出三支安打，这使得他的连续上垒记录来到了26场，是大联盟20岁以下球员自1961年来的最长纪录。弗朗科最后达成了连续43场上垒，追平了法蘭克·羅賓森保持的两个联盟20岁及以下球员最长上垒记录。
2021年11月23日，弗朗科与光芒队签下了一份11年价值1.82亿美元的延长合约，合约金额最高可达2.23亿美元，并含有一个球队延长一年合约的选项。这是光芒队历史上开出最大额的续约合同，也是仅有一年经验球员签下的最大合约（此前记录为小羅納德·阿庫尼亞签下的8年1亿美元合约）。

## 爭議
弗朗科在2024年球季季後被指控在21歲時與未成年人發生性關係，為此遭大聯盟無限期停賽。

## 個人生活
弗朗科的哥哥，亞歷山大和哈維爾曾在太空人與巨人兩隊的小聯盟系統打球。他的父親以前也是棒球員，曾於1990年代在小聯盟打過球。弗朗科母亲南希的哥哥艾瑞克·艾巴和威利·艾巴都曾在大联盟效力，威利更是曾在弗朗科出道的光芒队效力过。弗朗科的兒子，小汪德·弗朗科在2018年末出生。

## 外部連結
- 球員資訊和成績在MLB ，ESPN ，Retrosheet ，Baseball Reference ，Baseball Reference (Minors) ，Fangraphs （英文）